# Taribo West
Taribo West (Port Harcourt, 26 marzo 1974) è un ex calciatore nigeriano, di ruolo difensore. Dopo l'addio al mondo del calcio, si è dedicato al ruolo di pastore pentecostale e ha fondato anche una chiesa

## Biografia
Da piccolo aiutava sua madre nella vendita dell'akara (pasta fritta fatta di fagioli dall'occhio macinati) a Port Harcourt; era inoltre incaricato di andare a pescare e portare la cena per tutta la famiglia. Secondo un'intervista concessa al Daily Mail da Žarko Zečević, ex-presidente del Partizan, il giocatore avrebbe mentito circa la sua età, essendo nato nel 1962 e non nel 1974.
Sua moglie Atinuke lo denunciò nel 2002 per violenze fisiche e verbali e, a detta della donna, per il matrimonio non consumato. Ritiratosi da calciatore, si è autoproclamato pastore pentecostale ecumenico Ravalliano, fondando nella periferia di Milano la chiesa Shelter in the Storm (in italiano "rifugio nella tempesta"). Ha inoltre fondato la Taribo West Charity Foundation per aiutare i bambini nigeriani in difficoltà e una scuola calcio con George Weah.

## Caratteristiche tecniche
Di ruolo difensore centrale, si è distinto per l'irruenza dei suoi interventi. Dotato di ottimo senso della posizione e buon tempismo.

## Carriera

### Club
Dopo gli inizi in Nigeria, nel 1993 si trasferisce in Europa per giocare con i francesi dell'Auxerre. Resta in Francia per 4 anni, riuscendo a vincere 2 coppe nazionali e un campionato. Nel 1997 passa all'Inter per 6 miliardi di lire, contribuendo alla vittoria della Coppa UEFA 1997-1998: è suo il gol decisivo nel ritorno dei quarti di finale contro lo Schalke 04. Nel gennaio 2000 si trasferisce ai rivali cittadini del Milan ma l'esperienza dura solo pochi mesi. Con i rossoneri disputa appena 4 partite di campionato, andando a segno nell'ultima di queste contro l'Udinese, suo il terzo gol del 4-0 finale con un colpo di testa su assist di Leonardo.
Nel 2000 lascia l'Italia per andare in prestito al Derby County, ma dopo una sola stagione passa a titolo definitivo al Kaiserslautern. Dal 2002 e per il biennio successivo milita nel Partizan. Nel 2004 si accorda con l'Al-Arabi, prima di un breve ritorno in Europa con il Plymouth. Nel 2006 torna nel club nigeriano con cui aveva esordito, il Julius Berger, prima di chiudere la carriera in Iran nel Paykan.

### Nazionale
Con la nazionale nigeriana, con la quale ha esordito nel 1994, ha collezionato 42 presenze, tra cui si ricordano quelle nel campionato del mondo 1998 senza però riuscire mai a segnare. Con la selezione olimpica ha trionfato nei Giochi olimpici di Atlanta 1996, conquistando la medaglia d'oro. Ha anche conquistato un 2º ed un 3º posto nelle due edizioni di Coppa d'Africa a cui ha partecipato.

## Statistiche

### Presenze e reti nei club
Statistiche aggiornate a fine carriera.
| Stagione        | Squadra         | Campionato      | Campionato | Campionato | Coppe nazionali | Coppe nazionali | Coppe nazionali | Coppe continentali | Coppe continentali | Coppe continentali | Altre coppe | Altre coppe | Altre coppe | Totale | Totale |
| Stagione        | Squadra         | Comp            | Pres       | Reti       | Comp            | Pres            | Reti            | Comp               | Pres               | Reti               | Comp        | Pres        | Reti        | Pres   | Reti   |
| --------------- | --------------- | --------------- | ---------- | ---------- | --------------- | --------------- | --------------- | ------------------ | ------------------ | ------------------ | ----------- | ----------- | ----------- | ------ | ------ |
| 1993-1994       | Auxerre         | L1              | 1          | 0          | -               | -               | -               | -                  | -                  | -                  | -           | -           | -           | 1      | 0      |
| 1994-1995       | Auxerre         | L1              | 23         | 0          | CF              | 2               | 0               | CC                 | 5                  | 0                  | -           | -           | -           | 30     | 0      |
| 1995-1996       | Auxerre         | L1              | 22         | 0          | CF              | 3               | 0               | CU                 | 4                  | 1                  | -           | -           | -           | 29     | 1      |
| 1996-1997       | Auxerre         | L1              | 27         | 1          | CF              | 3               | 0               | UCL                | 7                  | 0                  | -           | -           | -           | 37     | 1      |
| Totale Auxerre  | Totale Auxerre  | Totale Auxerre  | 73         | 1          |                 | 8               | 0               |                    | 16                 | 1                  |             | -           | -           | 97     | 2      |
| 1997-1998       | Inter           | A               | 23         | 1          | CI              | 4               | 0               | CU                 | 8                  | 1                  | -           | -           | -           | 35     | 2      |
| 1998-1999       | Inter           | A               | 21         | 0          | CI              | 4+2             | 0               | UCL                | 3                  | 0                  | -           | -           | -           | 30     | 0      |
| 1999- gen. 2000 | Inter           | A               | 0          | 0          | CI              | 0               | 0               | -                  | -                  | -                  | -           | -           | -           | 0      | 0      |
| Totale Inter    | Totale Inter    | Totale Inter    | 44         | 1          |                 | 8+2             | 0               |                    | 11                 | 1                  |             | -           | -           | 65     | 2      |
| gen.-giu. 2000  | Milan           | A               | 4          | 1          | CI              | -               | -               | UCL                | -                  | -                  | -           | -           | -           | 4      | 1      |
| 2000-2001       | Derby County    | PL              | 18         | 0          | FC              | 1               | 0               | -                  | -                  | -                  | -           | -           | -           | 19     | 0      |
| 2001-2002       | Kaiserslautern  | BL              | 10         | 0          | DP              | 2               | 0               | -                  | -                  | -                  | -           | -           | -           | 12     | 0      |
| 2002-2003       | Partizan        | 1L              | 11         | 1          | -               | -               | -               | -                  | -                  | -                  | -           | -           | -           | 11     | 1      |
| 2003-2004       | Partizan        | 1L              | 5          | 0          | -               | -               | -               | UCL                | 7                  | 0                  | -           | -           | -           | 12     | 0      |
| Totale Partizan | Totale Partizan | Totale Partizan | 16         | 1          |                 | -               | -               |                    | 7                  | 0                  |             | -           | -           | 23     | 1      |
| 2004-2005       | Al-Arabi        | QL              | -          | -          | EC              | -               | -               | -                  | -                  | -                  | -           | -           | -           | -      | -      |
| 2005-2006       | Plymouth        | CH              | 4          | 0          | FC              | -               | -               | -                  | -                  | -                  | -           | -           | -           | 4      | 0      |
| 2007            | Julius Berger   | NL              | -          | -          | -               | -               | -               | -                  | -                  | -                  | -           | -           | -           | -      | -      |
| 2007            | Paykan          | PC              | -          | -          | HC              | -               | -               | -                  | -                  | -                  | -           | -           | -           | -      | -      |
| Totale carriera | Totale carriera | Totale carriera | 169        | 4          |                 | 21              | 0               |                    | 34                 | 2                  |             | -           | -           | 224    | 6      |

### Cronologia presenze e reti in nazionale
| Cronologia completa delle presenze e delle reti in nazionale ― Nigeria | Cronologia completa delle presenze e delle reti in nazionale ― Nigeria | Cronologia completa delle presenze e delle reti in nazionale ― Nigeria | Cronologia completa delle presenze e delle reti in nazionale ― Nigeria | Cronologia completa delle presenze e delle reti in nazionale ― Nigeria | Cronologia completa delle presenze e delle reti in nazionale ― Nigeria | Cronologia completa delle presenze e delle reti in nazionale ― Nigeria | Cronologia completa delle presenze e delle reti in nazionale ― Nigeria |
| Data                                                                   | Città                                                                  | In casa                                                                | Risultato                                                              | Ospiti                                                                 | Competizione                                                           | Reti                                                                   | Note                                                                   |
| ---------------------------------------------------------------------- | ---------------------------------------------------------------------- | ---------------------------------------------------------------------- | ---------------------------------------------------------------------- | ---------------------------------------------------------------------- | ---------------------------------------------------------------------- | ---------------------------------------------------------------------- | ---------------------------------------------------------------------- |
| 5-5-1994                                                               | Solna                                                                  | Svezia                                                                 | 3 – 1                                                                  | Nigeria                                                                | Amichevole                                                             | -                                                                      | 61’                                                                    |
| 21-10-1995                                                             | Tashkent                                                               | Uzbekistan                                                             | 2 – 3                                                                  | Nigeria                                                                | Amichevole                                                             | -                                                                      |                                                                        |
| 9-11-1996                                                              | Lagos                                                                  | Nigeria                                                                | 2 – 0                                                                  | Burkina Faso                                                           | Qual. Mondiali 1998                                                    | -                                                                      | 10’                                                                    |
| 12-1-1997                                                              | Nairobi                                                                | Kenya                                                                  | 1 – 1                                                                  | Nigeria                                                                | Qual. Mondiali 1998                                                    | -                                                                      |                                                                        |
| 5-4-1997                                                               | Lagos                                                                  | Nigeria                                                                | 2 – 1                                                                  | Guinea                                                                 | Qual. Mondiali 1998                                                    | -                                                                      | 82’                                                                    |
| 7-6-1997                                                               | Lagos                                                                  | Nigeria                                                                | 3 – 1                                                                  | Kenya                                                                  | Qual. Mondiali 1998                                                    | -                                                                      |                                                                        |
| 17-8-1997                                                              | Conakry                                                                | Guinea                                                                 | 1 – 0                                                                  | Nigeria                                                                | Qual. Mondiali 1998                                                    | -                                                                      | 18’                                                                    |
| 22-4-1998                                                              | Colonia                                                                | Germania                                                               | 1 – 0                                                                  | Nigeria                                                                | Amichevole                                                             | -                                                                      |                                                                        |
| 29-5-1998                                                              | Belgrado                                                               | Jugoslavia                                                             | 3 – 0                                                                  | Nigeria                                                                | Amichevole                                                             | -                                                                      |                                                                        |
| 5-6-1998                                                               | Rotterdam                                                              | Paesi Bassi                                                            | 5 – 1                                                                  | Nigeria                                                                | Amichevole                                                             | -                                                                      |                                                                        |
| 13-6-1998                                                              | Nantes                                                                 | Spagna                                                                 | 2 – 3                                                                  | Nigeria                                                                | Mondiali 1998 - 1º turno                                               | -                                                                      |                                                                        |
| 19-6-1998                                                              | Parigi                                                                 | Nigeria                                                                | 1 – 0                                                                  | Bulgaria                                                               | Mondiali 1998 - 1º turno                                               | -                                                                      |                                                                        |
| 24-6-1998                                                              | Tolosa                                                                 | Nigeria                                                                | 1 – 3                                                                  | Paraguay                                                               | Mondiali 1998 - 1º turno                                               | -                                                                      |                                                                        |
| 28-6-1998                                                              | Saint-Denis                                                            | Nigeria                                                                | 1 – 4                                                                  | Danimarca                                                              | Mondiali 1998 - Ottavi di finale                                       | -                                                                      |                                                                        |
| 23-1-1999                                                              | Abeokuta                                                               | Nigeria                                                                | 2 – 0                                                                  | Burundi                                                                | Qual. Coppa d'Africa 2000                                              | -                                                                      |                                                                        |
| 28-2-1999                                                              | Dakar                                                                  | Senegal                                                                | 1 – 1                                                                  | Nigeria                                                                | Qual. Coppa d'Africa 2000                                              | -                                                                      |                                                                        |
| 13-11-1999                                                             | Kilkis                                                                 | Grecia                                                                 | 2 – 0                                                                  | Nigeria                                                                | Amichevole                                                             | -                                                                      |                                                                        |
| 23-1-2000                                                              | Lagos                                                                  | Nigeria                                                                | 4 – 2                                                                  | Tunisia                                                                | Coppa d'Africa 2000 - 1º turno                                         | -                                                                      |                                                                        |
| 28-1-2000                                                              | Lagos                                                                  | Rep. del Congo                                                         | 0 – 0                                                                  | Nigeria                                                                | Coppa d'Africa 2000 - 1º turno                                         | -                                                                      |                                                                        |
| 3-2-2000                                                               | Lagos                                                                  | Nigeria                                                                | 2 – 0                                                                  | Marocco                                                                | Coppa d'Africa 2000 - 1º turno                                         | -                                                                      |                                                                        |
| 7-2-2000                                                               | Lagos                                                                  | Nigeria                                                                | 2 – 1 dts                                                              | Senegal                                                                | Coppa d'Africa 2000 - Quarti di finale                                 | -                                                                      |                                                                        |
| 10-2-2000                                                              | Lagos                                                                  | Nigeria                                                                | 2 – 0                                                                  | Sudafrica                                                              | Coppa d'Africa 2000 - Semifinale                                       | -                                                                      |                                                                        |
| 13-2-2000                                                              | Lagos                                                                  | Nigeria                                                                | 2 – 2 dts (3 – 4 dtr)                                                  | Camerun                                                                | Coppa d'Africa 2000 - Finale                                           | -                                                                      |                                                                        |
| 22-4-2000                                                              | Lagos                                                                  | Nigeria                                                                | 4 – 0                                                                  | Eritrea                                                                | Qual. Mondiali 2002                                                    | -                                                                      |                                                                        |
| 13-1-2001                                                              | Lagos                                                                  | Nigeria                                                                | 1 – 0                                                                  | Zambia                                                                 | Qual. Coppa d'Africa 2002                                              | -                                                                      |                                                                        |
| 27-1-2001                                                              | Port Harcourt                                                          | Nigeria                                                                | 3 – 0                                                                  | Sudan                                                                  | Qual. Mondiali 2002                                                    | -                                                                      |                                                                        |
| 11-3-2001                                                              | Accra                                                                  | Ghana                                                                  | 0 – 0                                                                  | Nigeria                                                                | Amichevole                                                             | -                                                                      |                                                                        |
| 21-4-2001                                                              | Freetown                                                               | Sierra Leone                                                           | 1 – 0                                                                  | Nigeria                                                                | Qual. Mondiali 2002                                                    | -                                                                      |                                                                        |
| 5-5-2001                                                               | Port Harcourt                                                          | Nigeria                                                                | 2 – 0                                                                  | Liberia                                                                | Qual. Mondiali 2002                                                    | -                                                                      |                                                                        |
| 1-7-2001                                                               | Omdurman                                                               | Sudan                                                                  | 0 – 4                                                                  | Nigeria                                                                | Qual. Mondiali 2002                                                    | -                                                                      |                                                                        |
| 29-7-2001                                                              | Abuja                                                                  | Nigeria                                                                | 3 – 0                                                                  | Ghana                                                                  | Qual. Mondiali 2002                                                    | -                                                                      | 36’                                                                    |
| 12-1-2002                                                              | Bouaké                                                                 | Costa d'Avorio                                                         | 1 – 1                                                                  | Nigeria                                                                | Amichevole                                                             | -                                                                      |                                                                        |
| 21-1-2002                                                              | Bamako                                                                 | Nigeria                                                                | 1 – 0                                                                  | Algeria                                                                | Coppa d'Africa 2002 - 1º turno                                         | -                                                                      |                                                                        |
| 24-1-2002                                                              | Bamako                                                                 | Mali                                                                   | 0 – 0                                                                  | Nigeria                                                                | Coppa d'Africa 2002 - 1º turno                                         | -                                                                      |                                                                        |
| 28-1-2002                                                              | Mopti                                                                  | Nigeria                                                                | 1 – 0                                                                  | Liberia                                                                | Coppa d'Africa 2002 - 1º turno                                         | -                                                                      |                                                                        |
| 3-2-2002                                                               | Bamako                                                                 | Ghana                                                                  | 0 – 1                                                                  | Nigeria                                                                | Coppa d'Africa 2002 - Quarti di finale                                 | -                                                                      |                                                                        |
| 7-2-2002                                                               | Bamako                                                                 | Senegal                                                                | 2 – 1 dts                                                              | Nigeria                                                                | Coppa d'Africa 2002 - Semifinale                                       | -                                                                      |                                                                        |
| 16-5-2002                                                              | Dublino                                                                | Irlanda                                                                | 1 – 2                                                                  | Nigeria                                                                | Amichevole                                                             | -                                                                      |                                                                        |
| 18-5-2002                                                              | Londra                                                                 | Giamaica                                                               | 0 – 1                                                                  | Nigeria                                                                | Amichevole                                                             | -                                                                      |                                                                        |
| 2-6-2002                                                               | Kashima                                                                | Nigeria                                                                | 0 – 1                                                                  | Argentina                                                              | Mondiali 2002 - 1º turno                                               | -                                                                      |                                                                        |
| 7-6-2002                                                               | Kobe                                                                   | Svezia                                                                 | 2 – 1                                                                  | Nigeria                                                                | Mondiali 2002 - 1º turno                                               | -                                                                      | 80’                                                                    |
| 17-8-2005                                                              | Tripoli                                                                | Libia                                                                  | 0 – 1                                                                  | Nigeria                                                                | Amichevole                                                             | -                                                                      | 67’                                                                    |
| Totale                                                                 |                                                                        | Presenze                                                               | 42                                                                     |                                                                        | Reti                                                                   | 0                                                                      |                                                                        |

## Palmarès

### Club

#### Competizioni nazionali
- Coupe de France: 2

Auxerre: 1993-1994, 1995-1996
- Campionato francese: 1

Auxerre: 1995-1996
- Campionato serbomontenegrino: 1

Partizan: 2002-2003

#### Competizioni internazionali
- Coppa UEFA: 1

Inter: 1997-1998

### Nazionale
- Oro olimpico: 1

Atlanta 1996